# Бакурау
«Бакура́у» (порт. Bacurau) — художественный фильм 2019 года, снятый двумя режиссёрами, Жулиано Дорнелем и Клебером Мендонса Фильо, совместное производство Бразилии и Франции. Неовестерн о нападении группы неизвестных на глухую бразильскую деревушку, жители которой встают на её защиту. Фильм завоевал приз жюри на Каннском кинофестивале 2019 года и множество других кинопремий.
Съёмки фильма проходили в муниципалитетах Парельяс и Акари штата Риу-Гранди-ду-Норти.

## Сюжет
Действие происходит на протяжении нескольких дней в бедной бразильской деревушке Бакурау (название которой происходит от слова «козодой»), находящейся в сертане в штате Пернамбуку на большом отдалении от других населённых пунктов. Все жители собираются на похороны Кармелиты, старейшей женщины в Бакурау, которая была большим авторитетом в селе. С этим событием в деревню с разных сторон приходят несчастья. Деревня отрезана от подачи воды, в чём жители видят интриги администрации, связанные с грядущими выборами мэра района. Один из сельчан видит над дорогой дрон в форме летающей тарелки, который следит за ним. Пытаясь показать детям местоположение Бакурау на карте в интернете, учитель обнаруживает, что деревня исчезла со всех карт и спутниковых снимков. В цистерне, которую в деревню привёз местный водитель, оказываются дырки от путь, что означает, что по дороге его обстреляли. В деревню неожиданно заезжают два мотоциклиста, мужчина и женщина, которые лишь на несколько минут заходят в кафе и снова удаляются. Ночью по селу проносятся лошади с соседней фермы. Когда туда едут двое сельчан, они видят, что всех жителей фермы жестоко убили. По телефону сообщить в Бакурау о происшествии они не могут, потому что сигнал мобильной связи пропал. На обратном пути этих двух молодых людей убивают те самые «туристы» на мотоциклах. Узнав об убийствах, жители деревни обращаются за помощью к отшельнику Лунге и его приятелям, которые живут на укреплённой вышке неподалёку.
Тем временем «туристы» на мотоциклах приезжают в дом, где остановилась группа американцев, которые замыслили в буквальном смысле слова стереть Бакурау с лица земли, истребив всех его жителей. Из разговоров иностранцев, которыми руководит пожилой мужчина по имени Майкл, становится понятно, что за каждое убийство им будут начисляться очки. При этом у всех иностранцев в ухе имеется мини-наушник, через который они получают от кого-то приказы. Внезапно все они вскакивают и убивают мотоциклистов, которые сами были бразильцами из другого региона страны, но выполняли задание иностранцев.
С наступлением ночи жители Бакурау готовятся отразить нападение, хотя ещё не понимают, чего им ждать. Дети играют на краю деревни, и одного мальчика убивает появившийся из темноты мужчина (один из американцев). Пожилая пара, решив сбежать с места трагедии, садится в машину, но двум иностранцам, которые бродят по окрестностям с автоматами, приходит приказ уничтожить машину, и они расстреливают сидящую в ней пару, радуясь, что теперь им зачтут два убийства.
Утром вооружённые иностранцы, разбившись на группы, подступают к деревушке. Двух американцев убивает пожилая пара, живущая на окраине деревни. Майкл со снайперской винтовкой занимает позицию на холме, остальные входят в поселение, но оно кажется опустевшим, все жители спрятались. Постепенно сельчанам удаётся убить ещё трёх нападающих, одного же внезапно застреливает сам Майкл. Он собирается застрелиться, однако видит прямо перед собой призрак Кармелиты. Американцев обезглавливают и сваливают их головы у церкви. Забрать «иностранных гостей» на комфортабельном микроавтобусе приезжает мэр и, поняв, что он был в сговоре с бандитами, жители привязывают его к ослу и отправляют в пустыню на смерть. Майкла запирают в подземном убежище, вход в которое закапывают.

## В ролях
- Сония Брага — Домингас
- Барбара Колен — Тереза
- Томас Аквино — Пакоте
- Сильверо Перейра — Лунга
- Удо Кир — Майкл
- Тарделли Лима — мэр Тони
- Рубенс Сантос — Эривалдо
- Уилсон Рабело — Плинио
- Карлос Франциско — Дамиано
- Лусиана Соза — Иса
- Лия Де Итамарака — Кармелита

## Награды и номинации
- Каннский кинофестиваль 2019 года — Приз жюри[4]
- Большая бразильская кинопремия (Grande Prêmio do Cinema Brasileiro) 2020 года[5]:
  - За лучший полнометражный художественный фильм
  - За лучшие визуальные эффекты
  - За лучший оригинальный сценарий
  - За лучший монтаж в художественном фильме
  - Лучший автор (сценарист)
  - Лучший режиссёр

## Отзывы
На агрегаторе Rotten Tomatoes фильм имеет 93 % одобрения на основе 10 рецензий, на Metacritic — средневзвешенную оценку 82 из 100 по мнению 27 критиков.